# Maurice de Vilmorin
Pour les autres membres de la famille, voir Famille de Vilmorin.
Auguste Louis Maurice Lévêque de Vilmorin, né à Verrières-le-Buisson le 26 février 1849 et mort à Nogent-sur-Vernisson le 21 avril 1918, est un botaniste français.

## Biographie
Il est le fils de Louis de Vilmorin et le frère de Henry de Vilmorin.
Il est président de la Société libre d'agriculture, sciences, arts et belles-lettres de l'Eure en 1902, de la Société botanique de France en 1911, de l'Académie d'agriculture de France en 1916[réf. nécessaire] et de la Société nationale d'acclimatation de France.

## Sources
- Julia Brittain, Plant Lover's Companion: Plants, People and Places (2006)